# مولي ستيفنز
مولي موراج ستيفنز، (بالإنجليزية: Molly Stevens)‏ أستاذة المواد الطبية الحيوية والطب التجديدي ومديرة أبحاث علوم المواد الطبية الحيوية في معهد الهندسة الطبية الحيوية في إمبريال كوليدج لندن.

## التعليم
درست ستيفنز مرحلتها الجامعية الأولى في جامعة باث، حيث حصلت على البكالوريوس درجة الشرف الأولى في العلوم الصيدلانية. ثم حصلت على درجة الدكتوراه من جامعة نوتنغهام في عام 2000 للبحث باستخدام مجهر القوة الذرية لفحص الالتصاق والميكانيكا.

## العمل والأبحاث
بعد حصولها على الدكتوراه، انتقلت إلى معهد ماساتشوستس للتكنولوجيا قبل انضمامها إلى إمبريال كوليدج في عام 2004.

### الجوائز والتكريم
عام 2010، حصلت على جائزة الاتحاد الدولي للكيمياء البحتة والتطبيقية (IUPAC) للإبداع في علوم البوليمرات، ووسام روزينهاين من معهد المواد والمعادن والتعدين وجائزة نورمان هيتلي للبحوث متعددة التخصصات من الجمعية الملكية الكيمياء (RSC).
عام 2013، قدمت محاضرة وولمر لمعهد الفيزياء والهندسة في الطب. وفي ذات العام، حصلت على جائزة كارين بيرت التذكارية المرموقة من جمعية الهندسة للنساء، والتي تُمنح لأفضل امرأة عاملة حديثًا في الهندسة أو العلوم التطبيقية أو تكنولوجيا المعلومات.
عُيّنت عضوًا في مجلس أمناء المتحف الوطني للمملكة المتحدة في عام 2018. فازت بميدالية روزاليند فرانكلين وميدالية معهد الفيزياء (IOP) عام 2018. في فبراير 2019، انتُخبت ستيفنز عضواً أجنبياً في الأكاديمية الوطنية للهندسة في الولايات المتحدة. وفي عام 2020 انتخبت زميلة الجمعية الملكية (FRS).